# Inside you EP
『inside you EP』（インサイド ユー イーピー）は、miletのメジャーデビューEP。2019年3月6日にSME Recordsから発売された。

## 背景とリリース
自身のメジャーデビュー作。
タイトル曲「inside you」はフジテレビ系ドラマ『スキャンダル専門弁護士 QUEEN』のオープニング・テーマに抜擢。なお、この楽曲はONE OK ROCKのToruプロデュースの元で制作され、作詞をmilet、作曲をToruとmiletが担当している。また、収録曲の「Again and Again」と「I Gotta Go」はフジテレビ系ドラマ『JOKER×FACE』のテーマソングに起用された。
初回生産限定盤と通常盤の2形態でリリースされ、初回生産限定盤にはタイトル曲「inside you」のミュージックビデオが収録されたDVDが付属。

## チャート成績・評価
タイトル曲「inside you」は2月7日に先行配信が開始され、iTunes Storeなどの音楽配信サイト11サイトで初登場1位を記録。2月18日付のオリコン週間デジタルシングル（単曲）ランキングでは、ロングヒットが続く米津玄師「Lemon」に次いで初登場2位を記録。
「inside you」が「東京ドラマアウォード 2019」の主題歌賞に輝いた。また、2019年3月度には日本レコード協会によるゴールド認定を受けた。（シングルトラック（M1）/有料音楽配信認定）
桑田佳祐(サザンオールスターズ)は「inside you」を絶賛し、自身のラジオ番組「桑田佳祐のやさしい夜遊び」内の企画『桑田佳祐が選ぶ2019年邦楽シングルBEST20』でこの曲を一位に選出している。

## 収録内容
| #         | タイトル            | 作詞                        | 作曲                        | プロデュース         | 時間  |
| --------- | ------------------- | --------------------------- | --------------------------- | -------------------- | ----- |
| 1.        | 「inside you」      | milet                       | Toru, milet                 | Toru (ONE OK ROCK)   | 3:40  |
| 2.        | 「Again and Again」 | milet                       | milet, TomoLow              | TomoLow              | 3:27  |
| 3.        | 「Waterfall」       | milet, Ryosuke "Dr.R" Sakai | milet, Ryosuke "Dr.R" Sakai | Ryosuke "Dr.R" Sakai | 3:36  |
| 4.        | 「I Gotta Go」      | milet                       | milet                       | TomoLow              | 3:29  |
| 合計時間: | 合計時間:           | 合計時間:                   | 合計時間:                   | 合計時間:            | 14:19 |

| #  | タイトル                    | 作詞 | 作曲・編曲 |
| -- | --------------------------- | ---- | ---------- |
| 1. | 「inside you」(MUSIC VIDEO) |      |            |

## タイアップ
inside you
フジテレビ系ドラマ『スキャンダル専門弁護士 QUEEN』オープニング・テーマ（2019年）
Again and Again
フジテレビ系ドラマ『JOKER×FACE』メイン・テーマ（2019年）
I Gotta Go
フジテレビ系ドラマ『JOKER×FACE』エンディング・テーマ（2019年）